# حمد آل منصور
حمد فارس آل منصور لاعب كرة قدم سعودي محترف، يلعب في الجناح و الظهير في نادي النصر.

## مسيرة اللاعب
كانت بداياته مع نادي نجران ثم إنتقل أعارة إلى نادي الحزم لمدة 4 شهور مطلع عام 2016 و إنتقل إلى نادي الفيصلي في يونيو عام 2017 و انتقل إلى نادي النصر في عام 2018 و أعير إلى نادي الاتحاد في عام 2020 .

## روابط خارجية
- حمد آل منصور على موقع Soccerway.com (الإنجليزية)